# Association des Radio Amateurs Tunisiens
Die Association des Radio Amateurs Tunisiens (ARAT) (arabisch جمعية هواة اللاسلكي التونسيين, DMG Ǧamʿiyyat Huwāt al-Lāsilkī at-Tūnisiyyīn; deutsch „Tunesischer Amateurfunkverband“; wörtlich „Verband der tunesischen Funkamateure“) ist die nationale Vereinigung der Funkamateure in Tunesien.
Die ARAT dient der Völkerverständigung und unterstützt ihre Mitglieder bei diversen Amateurfunkaktivitäten, wie beispielsweise Jamboree on the Air (JOTA), einer internationalen Veranstaltung, bei der Pfadfinder in unterschiedlichen Ländern mithilfe von Amateurfunkstationen miteinander in Verbindung treten.
Die ARAT ist Mitglied in der International Amateur Radio Union (IARU Region 1), der internationalen Vereinigung von Amateurfunkverbänden, und vertritt dort die Interessen der Funkamateure des Landes.